# Gadila doumenci
Gadila doumenci är en blötdjursart som beskrevs av Victor Scarabino 1995. Gadila doumenci ingår i släktet Gadila och familjen Gadilidae. Inga underarter finns listade i Catalogue of Life.